# Jan Drozd
Jan Drozd – poseł do Sejmu Krajowego Galicji III kadencji (1870–1876), włościanin z Krawców.
Wybrany w IV kurii obwodu Rzeszów, z okręgu wyborczego nr 60 Rozwadów-Tarnobrzeg-Nisko.